# União Atlética Colégio Estadual de Colatina
A União Atlética Colégio Estadual de Colatina, ou simplesmente União Colatinense ou ainda pelo acrônimo UACEC, foi um clube de futebol brasileiro de Colatina, Espírito Santo. Disputou duas vezes o Campeonato Capixaba de Futebol, sendo vice-campeão nas duas ocasiões em 1961 e 1962, perdendo os títulos para o Santo Antônio e Rio Branco-ES, respectivamente.

## Campanhas de destaque
- Vice-campeão Capixaba: 2 (1961, 1962)